# Liverpool (warenhuis)
Liverpool is een Mexicaanse warenhuisketen, opgericht in 1847 door Jean Baptiste Ebrard. Het is onderdeel van de holding El Puerto de Liverpool.
De El Puerto de Liverpool-groep was ook eigenaar van een andere warenhuisketen, Fábricas de Francia, dat in 2018 en 2019 werd afgeschaft. Hierbij werden14 winkels omgezet naar het Suburbia-formule en 23 naar het Liverpool-formule en 4 werden definitief gesloten.

## Geschiedenis

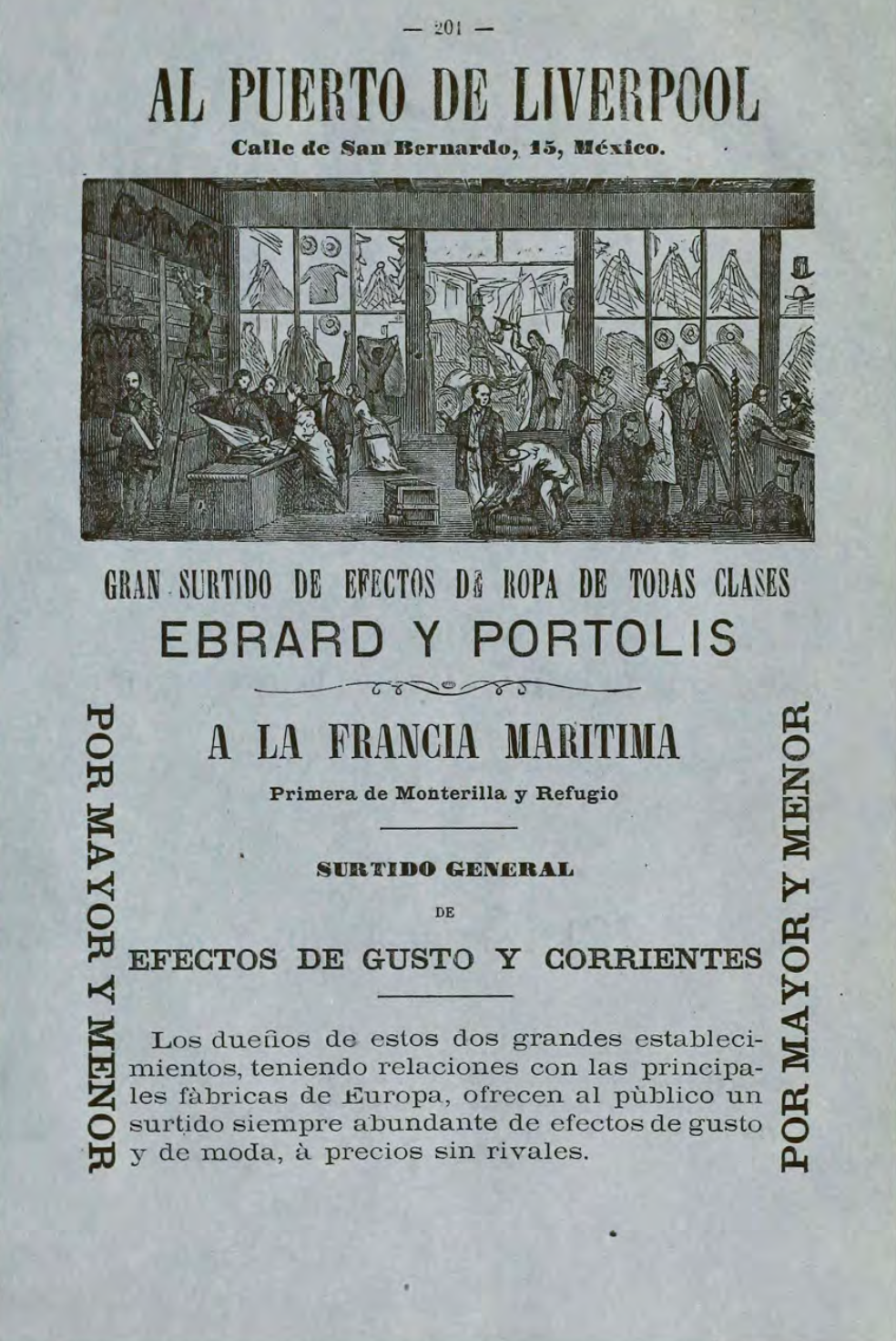
Advertentie in een almanak uit 1867

Liverpool, eerst The Cloth Case genoemd, werd in 1847 opgericht door Jean-Baptiste Ebrard, een Fransman die als eerste kleding begon te verkopen in kasten in het centrum van Mexico-Stad. In 1872 begon hij met het importeren van goederen uit Europa. Een groot deel van de goederen werd via Liverpool, Engeland, verzonden, wat Ebrard ertoe aanzette de naam Liverpool voor zijn winkel aan te nemen. In 1862 opende hij de tweede winkel en sindsdien is de winkel blijven groeien.

### Groei van de Liverpool-keten
- In 1936 werd het nieuwe Liverpool Center-gebouw aan de Avenida 20 de Noviembre geopend, ontworpen door d architect Enrique de la Mora. Hier werden de eerste roltrappen in Mexico-Stad geïnstalleerd.
- In 1962 werd het eerste filiaal van Liverpool, Liverpool Insurgentes, geopend in de toenmalige voorstad Colonia Del Valle, 9 km ten zuidwesten van het centrum van Mexico-Stad.
- 1970: Liverpool opende de Liverpool Polanco-winkel, die internationaal erkend werd vanwege zijn schoonheid en functionaliteit
- 1972: Liverpool Satélite geopend, de eerste Liverpool in een winkelcentrum; het  Plaza Satélite
- In 1993 werd Liverpool Santa Fe ingehuldigd met de eerste ellipsvormige roltrappen in Mexico-Stad, in het winkelcentrum Centro Santa Fe.
- 1996: opening Liverpool León.
- 2008: samen met VISA wordt de Liverpool Premium Card creditcard gelanceerd
- 2018-2020: 24 van de 41 warenhuizen Fábricas de Francia worden omgedoopt naar Liverpool.

## Liverpool-winkels

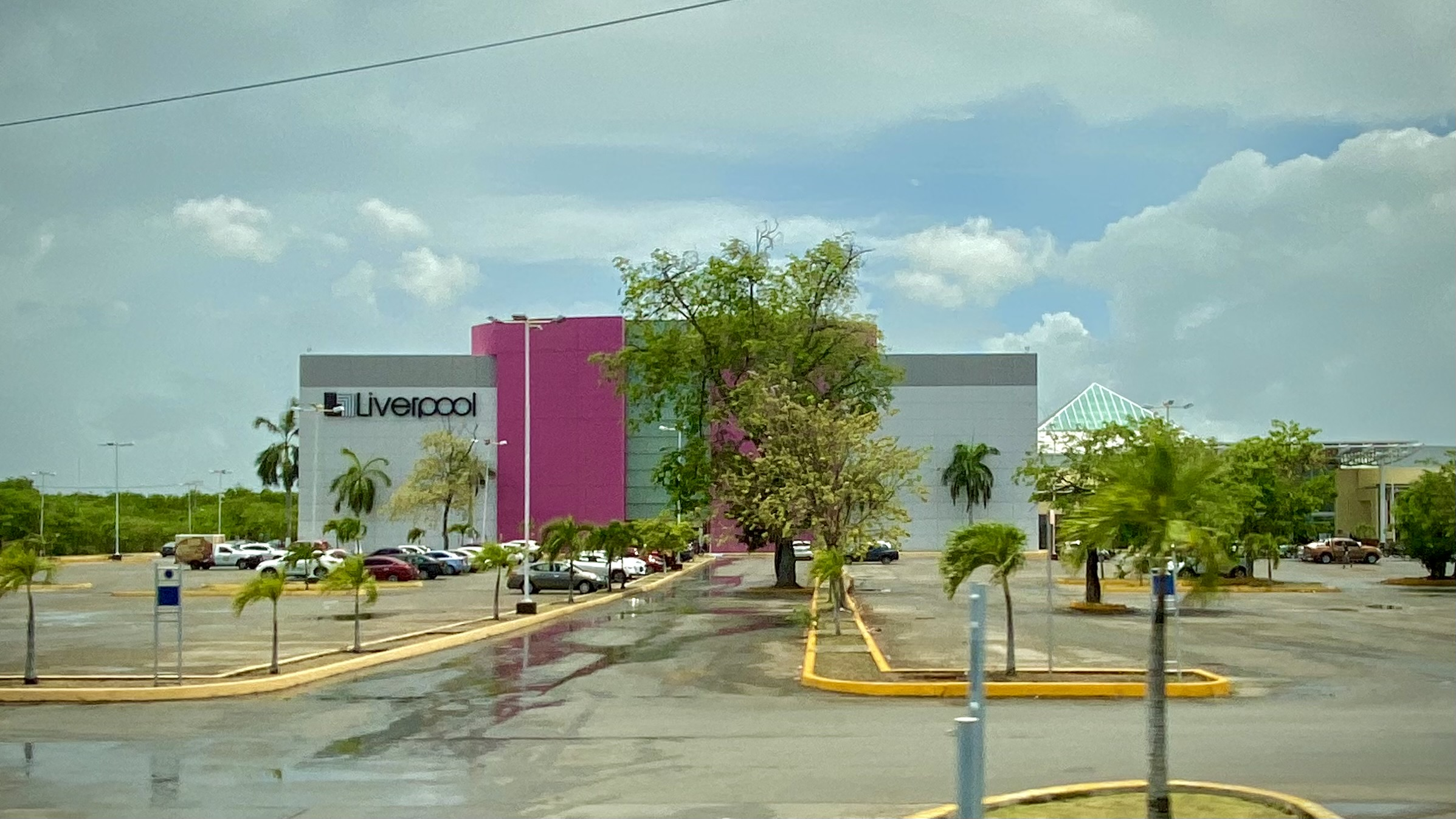
Chetumal
Guadalajara
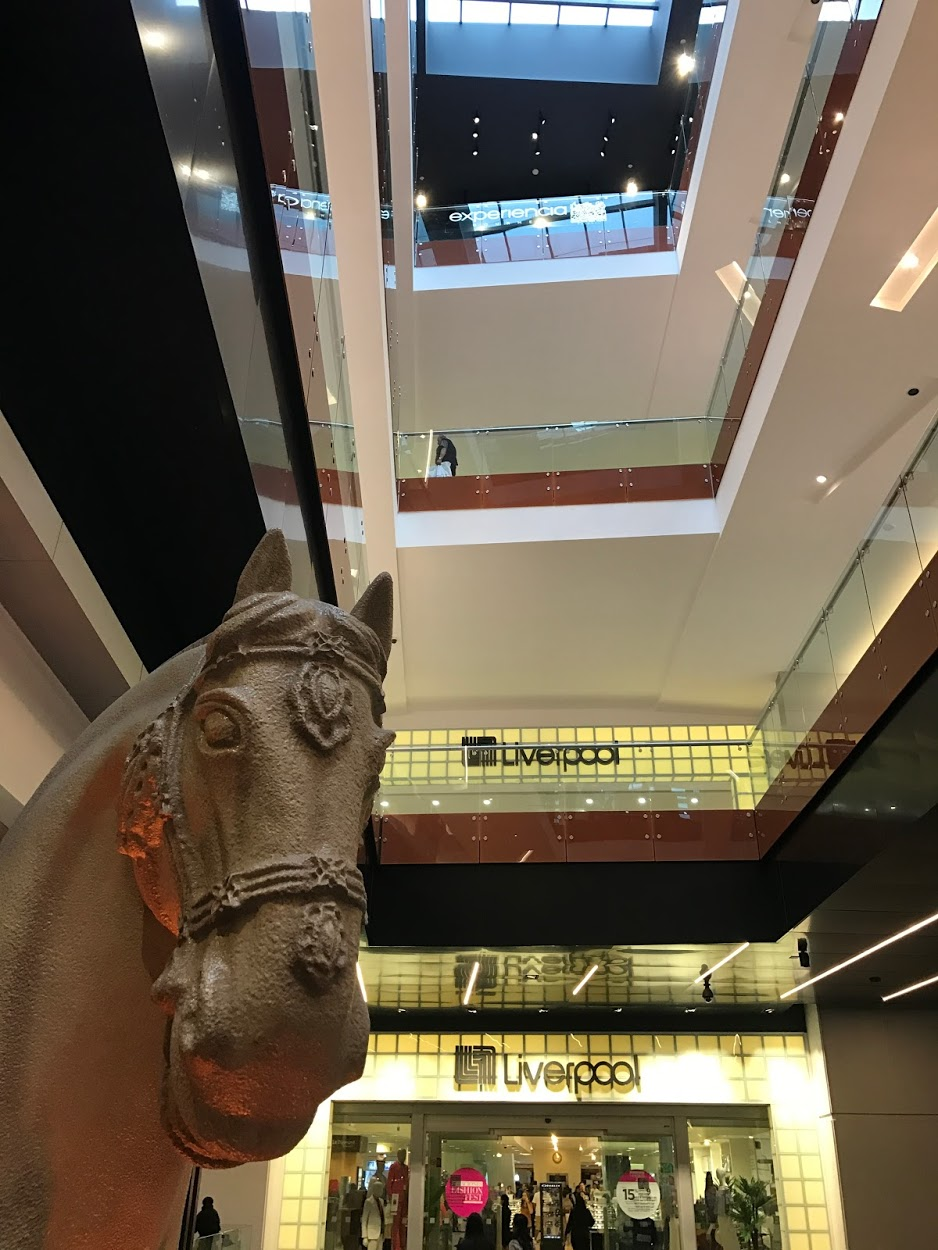
Parque Delta, Mexico-Stad
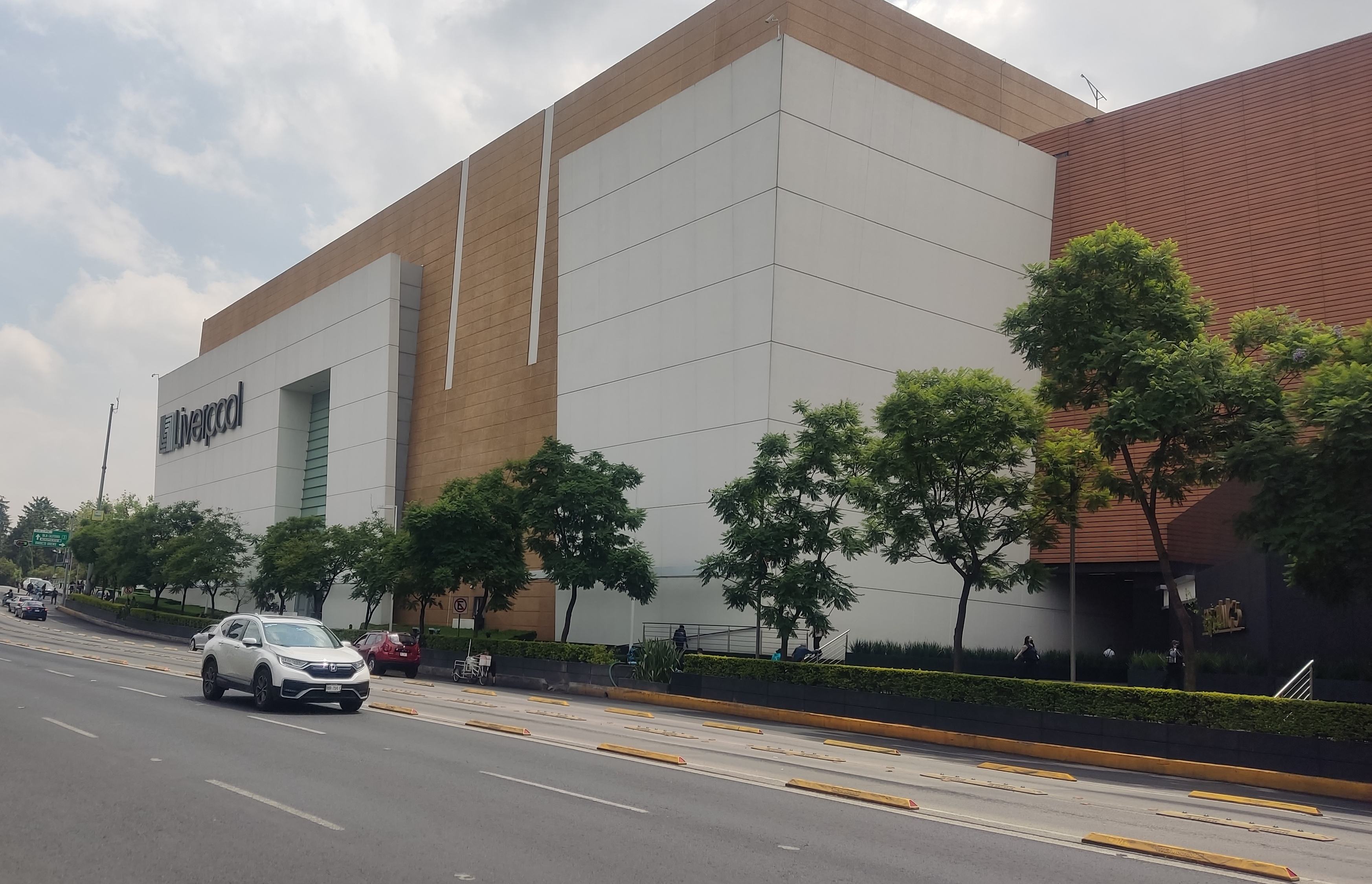
Deltapark
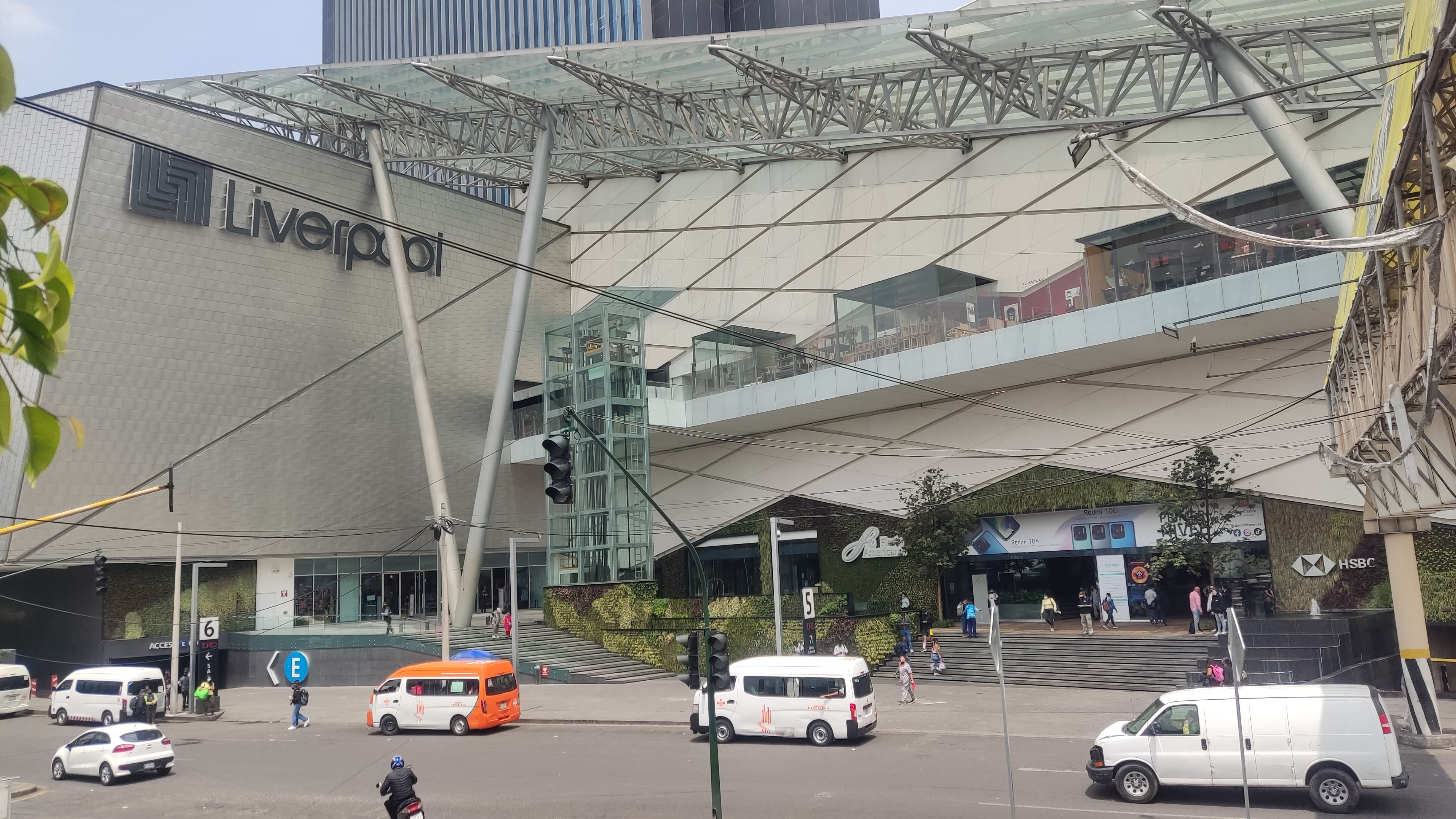
Toreo Parque Central, Groot-Mexico-stad
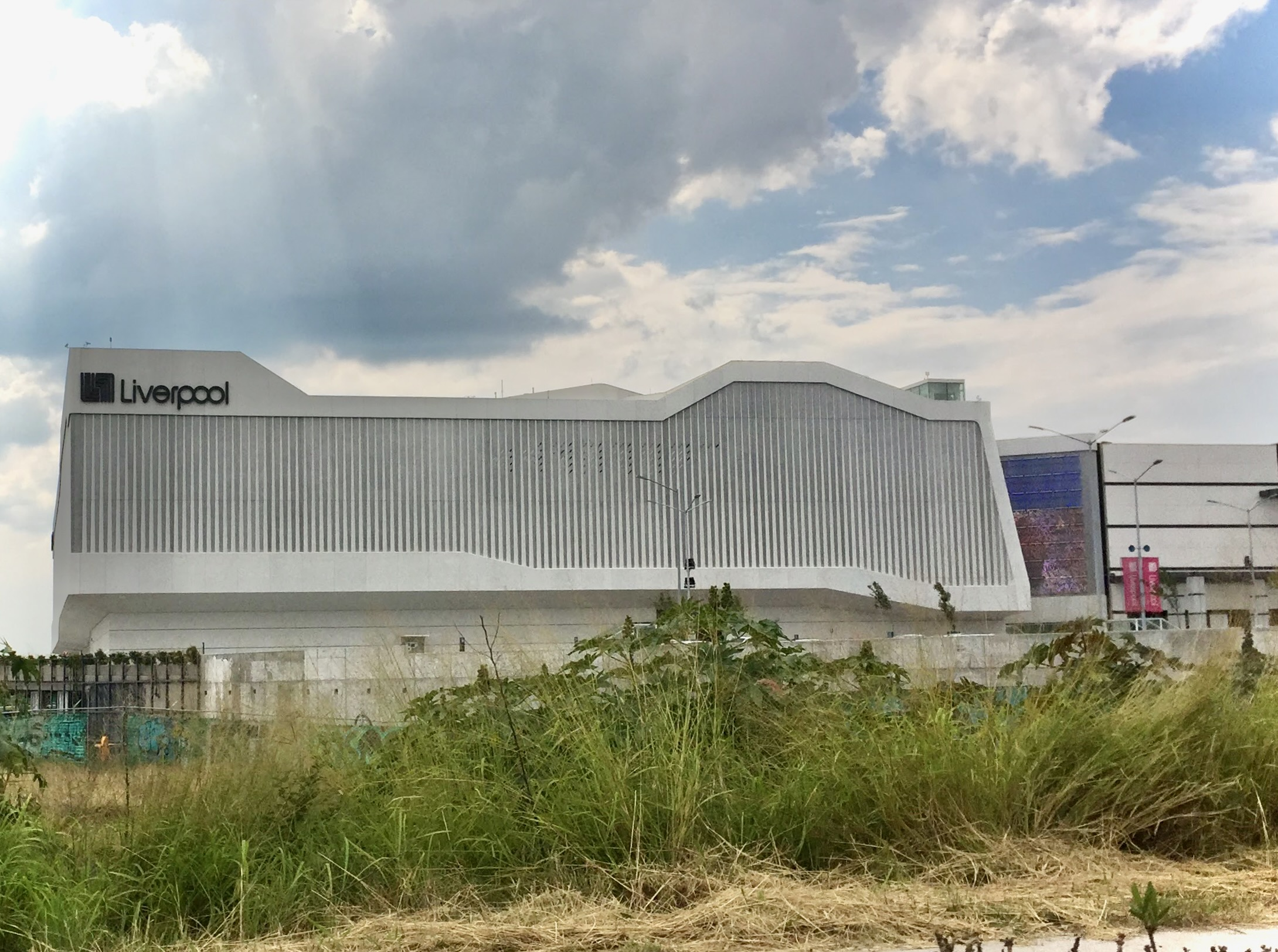
Antea, Queretaro
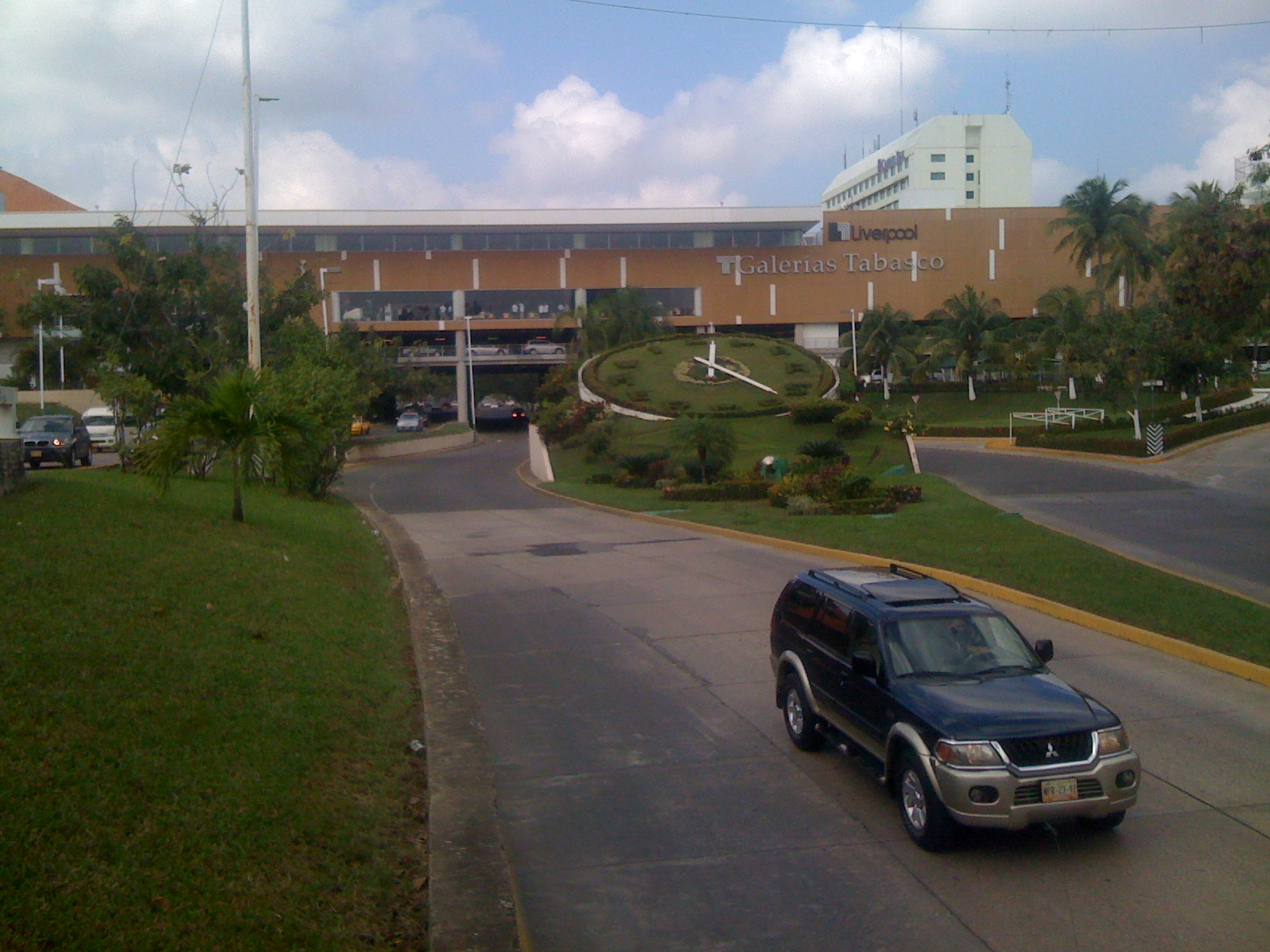
Galerias Tabasco, Villahermosa
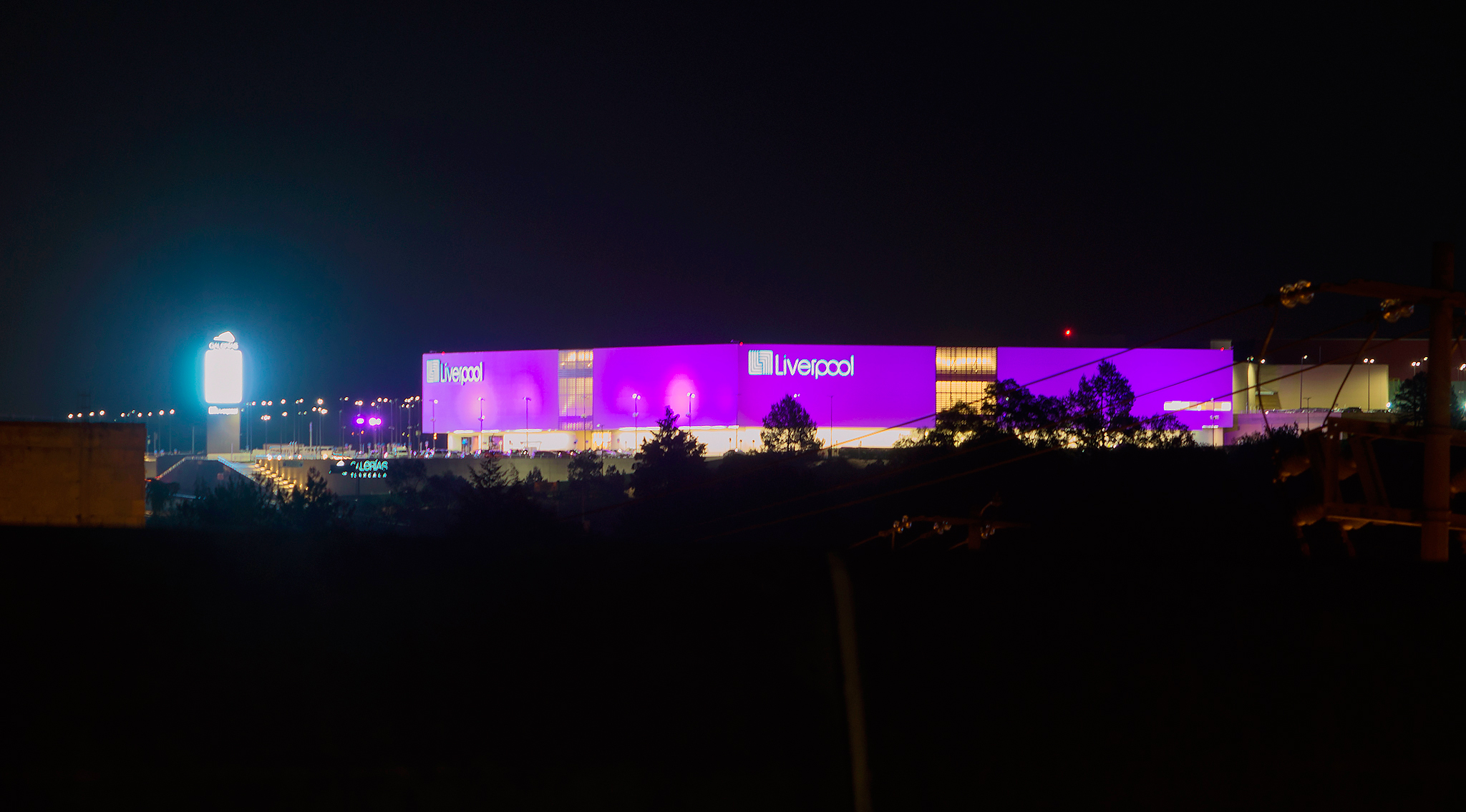
Tlaxcala

## Liverpool Interlomas

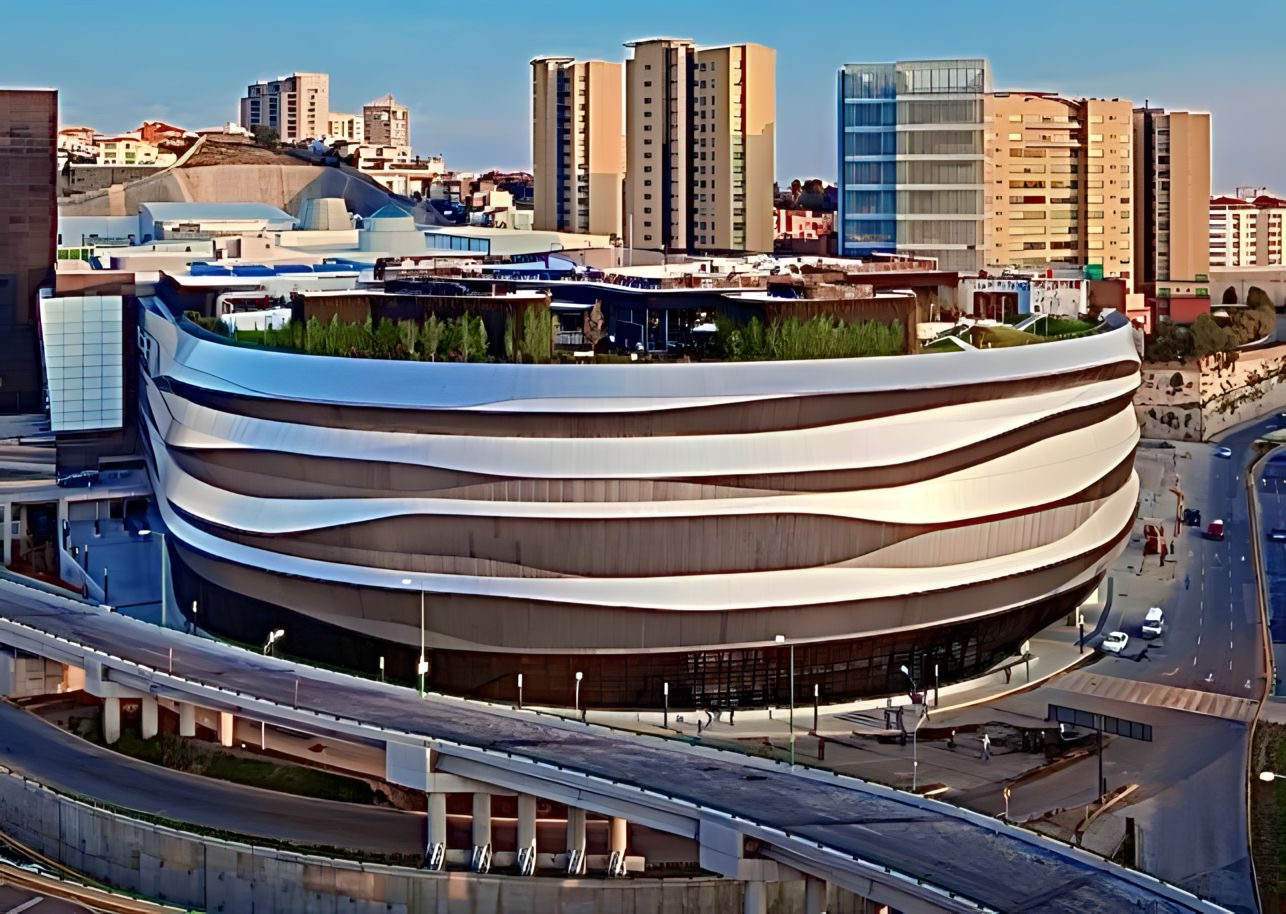
Liverpool Interlomas

In 2011 opende Liverpool een opvallende winkel aan de Paseo Interlomas, in Interlomas, een groot, luxe woon- en zakencentrum in de buitenwijken van Mexico-Stad. Het gebouw is ontworpen door Rojkind Arquitectos. Dit pand van drie verdiepingen, dat vanwege zijn kenmerkende ovale metalen uiterlijk de UFO wordt genoemd, is bekleed met een dubbellaags roestvrijstalen oppervlak dat is vervaardigd door Zahner. Het warenhuis met een grondoppervlak van 30.000 m² beschikt over een recreatiepark op het dak. Bij de verschillende aspecten van het project waren meerdere ontwerpbureaus betrokken. Het interieur is ontworpen door het Amerikaanse architectuur- en designbureau FRCH Design Worldwide, de daktuin door Thomas Balsley en de gastronomieruimte door JHP Design.